# Josef Niederprüm
Josef Niederprüm (* 1. April 1891 in Bitburg; † 6. Juni 1954 ebenda) war ein deutscher Politiker.

## Leben
Niederprüm besuchte das Gymnasium und erlernte danach den Beruf des Bankkaufmanns, dies geschah unter anderem in Trier, Köln und Frankfurt am Main. 1907 kam er zum Bitburger Creditverein, dem Vorläufer der Volksbank Bitburg. Nachdem er seine Ausbildung in Trier, Köln und Frankfurt am Main vervollständigte und im Ersten Weltkrieg am Militärdienst teilnahm, übernahm er 1924 die Leitung des Bitburger Creditvereins. 1926 heiratete er Josefine Cleven.
1929 zog Niederprüm in die Bitburger Stadtverordnetenversammlung ein. Er gehörte eine Zeit lang dem Stahlhelm an, gab die Mitgliedschaft durch die Eingliederung in die SA jedoch auf. Aufgrund seiner politischen Haltung wurde er von der Gestapo mehrfach verhört und zwischenzeitlich verhaftet, ehe ihm das Mandat im Stadtrat entzogen wurde. Während des Kriegs floh er mit seiner Familie an die Mosel.
Nach dem Einmarsch der US-Amerikaner wurde Niederprüm am 7. Mai 1945 von diesen zum vorläufigen Landrat des Landkreises Bitburg ernannt. Einige Fremdarbeiter aus Luxemburg nannten den Amerikanern den Namen Niederprüms und bezeichneten diesen als Nazi-Gegner. Das Amt des Landrats verlor Niederprüm nach vier Monaten wieder, die Franzosen bestimmten Albert Gilles zu seinem Nachfolger. 1946 wurde Niederprüm in den Bitburger Stadtrat gewählt und kehrte so in die Kommunalpolitik zurück. Kurze Zeit später wurde er zum ehrenamtlichen Bürgermeister der Stadt Bitburg ernannt, das Amt hatte er bis 1949 inne, das Mandat im Stadtrat behielt er bis zu seinem Tod. Zudem gehörte er 1946/47 der Beratenden Landesversammlung des Landes Rheinland-Pfalz für die CDP, die Vorgängerin der CDU, an. Darüber hinaus beteiligte er sich am Wiederaufbau des Bitburger Creditvereins und fungierte als deren Bankdirektor.

## Ehrungen
Kurz nach seinem Tod wurde die Straße Am Limbourgshof in der Bitburger Altstadt in Josef-Niederprüm-Straße umbenannt.